# Танкові війська Російської Федерації
Танкові війська Збройних Сил Російської Федерації — рід військ в Сухопутних військах Збройних Сил Російської Федерації, головна ударна сила Сухопутних військ та потужний засіб збройної боротьби, призначений для вирішення найважливіших завдань у різних видах військових (бойових) дій. 
Мають на озброєнні танки, самохідні артилерійські установки, бронетранспортери, бойові машини піхоти та іншу бронетехніку.

## Історія
Танкові війська Російської Федерації були створені на основі Танкових військ СРСР.
У сучасному вигляді танкові війська — «головна ударна сила Сухопутних військ і потужний засіб збройної боротьби, призначений для вирішення найважливіших завдань в різних видах бойових дій». За словами головнокомандувача Сухопутними військами генерала армії В. А. Болдирєва:

Танкові війська застосовуються переважно на головних напрямках для нанесення по противнику потужних розсікаючих ударів на велику глибину. Маючи велику стійкість до уражаючих факторів зброї масового ураження, вогневою міццю, високою рухливістю і маневреністю, вони здатні найбільш повно використовувати результати ядерних і вогневих ударів, в короткі терміни досягати поставлених цілей бою і операції. Бойові можливості танкових з'єднань, частин і підрозділів дозволяють їм вести активні бойові дії вдень і вночі, в значному відриві від інших військ, громити угруповання противника у зустрічних боях і битвах, з ходу долати великі зони радіоактивного зараження та форсувати водні перешкоди. Вони здатні також швидко створити міцну оборону і успішно протистояти наступу переважаючих сил противника... 
...Таким чином, значення танкових військ як одного з головних родів Сухопутних військ і їх головної ударної сили збережеться в найближчому майбутньому. При цьому танк збереже за собою роль провідного унікального бойового засобу Сухопутних військ. 
Оригінальний текст (рос.)
Танковые войска применяются преимущественно на главных направлениях для нанесения по противнику мощных рассекающих ударов на большую глубину. Обладая большой устойчивостью к поражающим факторам оружия массового поражения, огневой мощью, высокой подвижностью и маневренностью, они способны наиболее полно использовать результаты ядерных и огневых ударов, в короткие сроки достигать поставленных целей боя и операции. Боевые возможности танковых соединений, частей и подразделений позволяют им вести активные боевые действия днём и ночью, в значительном отрыве от других войск, громить группировки противника во встречных боях и сражениях, с ходу преодолевать обширные зоны радиоактивного заражения и форсировать водные преграды. Они способны также быстро создать прочную оборону и успешно противостоять наступлению превосходящих сил противника…
…Таким образом, значение танковых войск как одного из главных родов Сухопутных войск и их главной ударной силы сохранится в обозримом будущем. При этом танк сохранит за собой роль ведущего уникального боевого средства Сухопутных войск.
Указом Президента Росії № 435Ф від 16 квітня 2005 року та наказом Міністра оборони Росії № 043 від 27 травня 2005 року прийняті на озброєння модернізовані танки Т-72БА, Т-80БА, Т-80УА, Т-80У-Е1 і Т-90А.За період 2001—2010 рр. випущено 280 танків
У 2008—2010 роках одним із пріоритетних завдань розвитку Сухопутних військ було їх оснащення — в першу чергу, з'єднань і частин постійної готовності — сучасними танками Т-90. Основні проблеми танкових військ полягають в значній різномарочності танкового парку, необхідності підвищення вогневої потужності танків, їх захищеності і рухливості. 
У 2010—2011 роках прийнято рішення про припинення закупівель Т-90, БТР-90, БТР-80, БМД-4, БМП-3 і будь-якої іншої вітчизняної бронетехніки строком на 5 років, до створення платформи Армата.

## Керівництво

### Начальники Головного Автобронетанкового управління Міністерства оборони Російської Федерації
- 1992—1997 — О. О. Галкін — генерал-полковник
- 1998—2006 — С. О. Маєв — генерал-полковник
- 2006—2007 — В. О. Полонський — генерал-полковник
- 2007—2009 — М. Ф. Єршов — генерал-лейтенант
- з 2009 — О. О. Шевченко — генерал-майор[6].

## Склад

### Західний військовий округ
- 4-та окрема гвардійська танкова Кантемирівська дивізія (Наро-Фомінськ)
- 1-ша гвардійська Уральсько-Львівська танкова бригада (262-та БЗіРВТ) (Богучар)
- 6-та Ченстоховська танкова бригада.

### Південний військовий округ
- Станом на 2013 рік, в окрузі не було окремих танкових частин.

### Східний військовий округ
- 5-та гвардійська Донська танкова бригада

### Центральний військовий округ
- 90-та танкова дивізія

## Знаки розрізнення

Нарукавна нашивка.
Емблема танкових військ (петличний знак розрізнення).
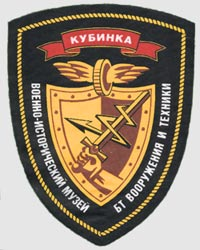
Нарукавна нашивка Військово-історичного музею бронетанкового озброєння і техніки в Кубинці.
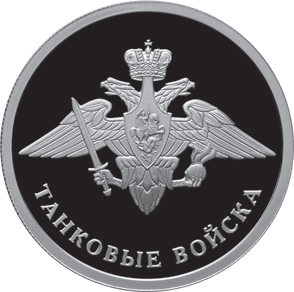
Танкові війська ЗС Росії на монеті ЦБ Росії.

## Озброєння
Сучасні Сухопутні війська мають на озброєнні танкових з'єднань основні бойові танки Т-72, Т-80 і Т-90. На озброєнні РФ перебуває понад 10 тисяч танків, в майбутньому планується мати не більше 2000. 
Станом на 2006 рік: 
| Вид озброєння        | Кількість                |
| -------------------- | ------------------------ |
| Основні бойові танки | 22,800+ (~6,500 в строю) |
| Легкі танки          | 150 ПТ-76 (Немає)        |
| Бойові машини піхоти | 15,000+ (~6,000 в строю) |
| Бронетранспортери    | 9,900+ (~6,400 в строю)  |

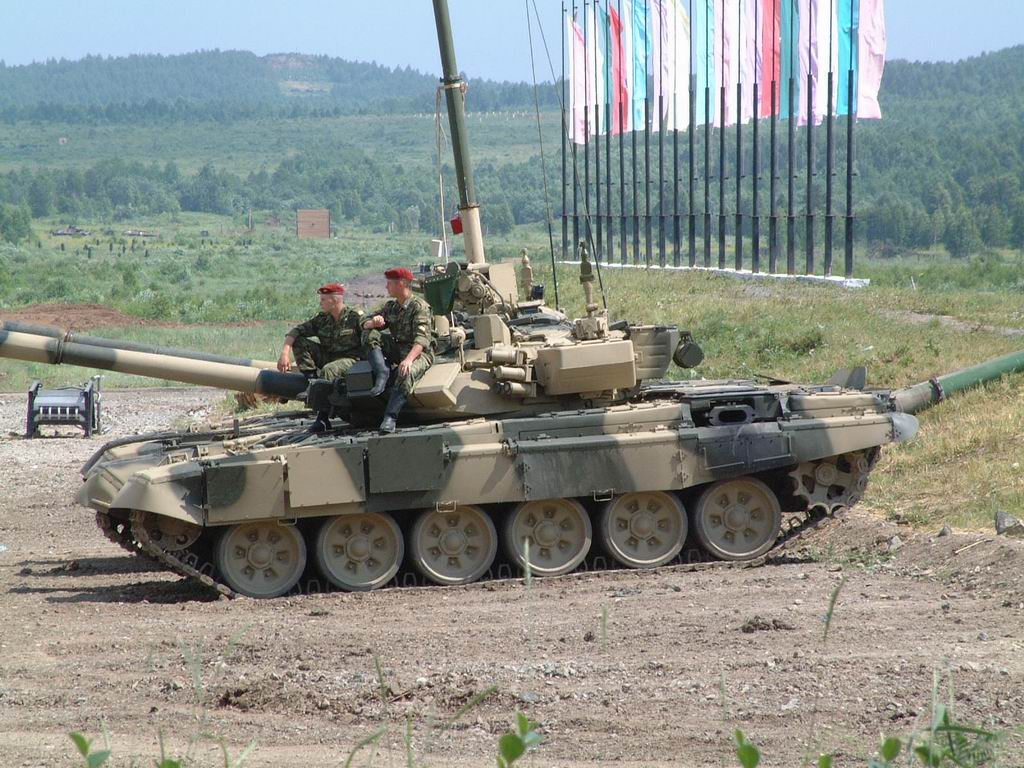
Т-90 з піднятим шноркелем для подолання водних перешкод по дну (фото Alain Servaes).

## Навчальні заклади
Станом на 2012 рік:
1. Загальновійськова академія Збройних Сил Російської Федерації (Москва) 
Кваліфікація — інженер, спеціальність: багатоцільові гусеничні та колісні машини.
2. Далекосхідний військовий інститут імені Маршала Радянського Союзу К.К. Рокосовського (Благовєщенськ) 
Кваліфікація — менеджер, спеціальність: управління персоналом.
3. Московське вище військове командне училище (Москва) 
Кваліфікація — менеджер, спеціальність: управління персоналом.
4. Новосибірське вище військове командне училище (Новосибірськ) 
Кваліфікація — інженер, спеціальність: багатоцільові гусеничні та колісні машини.
Кваліфікація — лінгвіст, перекладач; спеціальність — переклад та перекладознавство.
Кваліфікація — педагог-психолог; спеціальність: педагогіка та психологія.
5. Челябінський танковий інститут (Челябінськ) 
Кваліфікація — менеджер, спеціальність: управління персоналом.
6. Філія Челябінського танкового інституту (Казань) 
Кваліфікація — менеджер, спеціальність — управління персоналом.
Кваліфікація — педагог-психолог, спеціальність: педагогіка та психологія.
7. Омський танковий інженерний інститут (Омськ)

## Нагороди

### Герої Російської Федерації
- Якімкін Павло Борисович — майор 6-ї окремої танкової бригади (с. Муліно), загинув у серпні 2014 року на Донбасі під час вторгнення російських військ в Україну[15].

## Музеї
- Військово-історичний музей бронетанкового озброєння і техніки в Кубинці (на території 38 НДІ МО РФ)
- Леніно-Снєгірьовський військово-історичний музей (Снєгірі Істринського району Московської області)
- Музейний комплекс «Історія танка Т-34» (с. Шолохове Митіщинського району Московської області)
- Саратовський державний музей бойової слави включає в себе експозицію військової техніки і озброєння просто неба.

## Відображення у мистецтві
Кінематограф
- У 2009 році на російські екрани вийшов чотирисерійний серіал «Танки бруду не бояться» про будні танкістів Російської Армії.